# 布伦纳
布伦纳（義大利語：Brenna），是意大利科莫省的一个市镇。总面积4.9平方公里，人口1965人，人口密度401.0人/平方公里（2009年）。ISTAT代码为013029。

## 友好城市
- 西班牙拉查尔